# Josep Masvidal i Soteras
Josep Masvidal i Soteras (Barcelona, 1864 - 1939) fou un Mestre de capella de les esglésies de Sant Pere de les Puel·les, i a partir de 1895, de la basílica de Santa Maria del Pi, ambdues de la ciutat de Barcelona. Va estudiar orgue, harmonia i contrapunt amb A. Barba.
Va néixer al carrer Santa Anna, núm.8 de Barcelona fill de Josep Masvidal i Cendrós i de Florentina Soteras i Laribal naturals de Barcelona. Va estudiar harmonia, contrapunt i orgue amb Anselm Barba. Va ser mestre de capella de Sant Pere de les Puel·les de Barcelona i (des de 1895) de la basílica del Pi de la mateixa ciutat, en l'arxiu de la qual es conserva una part important de la seva producció musical.
La seva obra està molt influïda per les directrius estilístiques emanades del motu proprio del Papa Pius X. En bona part per això, moltes de les seves obres -tant en llatí com en castellà- van ser editades -sobretot per la Unión Musical Española-la qual cosa n'assegurà una difusió considerable.

## Obres

### Obres en llatí
- Cuatro antífonas a la Santísima Virgen a una y dos o tres voces
- Salve Regina
- Tantum ergo y Genitori

### Obres en castellà[1]
- Cántico a María
- Coplas de Comunión
- Despedida a San José
- Gozos a San José
- Himno a María
- Plegaria popular en commemoración del XIII centenario del III Concilio de Toledo
- Villancico

#### Catàleg al IFMUC[2]

##### Arxiu Comarcal de l'Anoia
- Salve per a 3 veus i acompanyament
- Salve per a 3 veus i orgue

#### Arxiu Diocesà de Girona
- Avemaries per a 1 i 2 veus i orgue

#### Arxiu Comarcal de la Garrotxa (Olot)
- Antifones per a 3 veus i Orquestra
- Avemaries